# الفرسان (جرابلس)
فرسان أو سباهيلر كما تعرف محليّاً، قرية سوريّة تتبع إداريّاً لمحافظة حلب منطقة جرابلس ناحية غندورة، بلغ تعداد سكانها 565 نسمة حسب التعداد السكاني لعام 2004.